# Pouteria canaimaensis
Pouteria canaimaensis é um espécie de planta na família Sapotaceae. É encontrada na Venezuela.